# Kamut Lake
Kamut Lake är en sjö i Kanada.   Den ligger i territoriet Northwest Territories, i den centrala delen av landet, 3 400 km nordväst om huvudstaden Ottawa. Kamut Lake ligger 313 meter över havet. Arean är 12,8 kvadratkilometer. Den sträcker sig 8,1 kilometer i nord-sydlig riktning, och 8,4 kilometer i öst-västlig riktning.
Omgivningarna runt Kamut Lake är i huvudsak ett öppet busklandskap. Trakten runt Kamut Lake är nära nog obefolkad, med mindre än två invånare per kvadratkilometer.